# Pan Geng
Pan Geng (cinese: 盤庚), nome personale Zi Xun (子旬) (... – 1373 a.C.) è stato un re cinese della Dinastia Shang. che regnò dal 1401 a.C. al , anno della sua morte..
Nello Shiji (Memorie di uno storico) viene indicato da Sima Qian come il diciannovesimo sovrano Shang, succeduto al fratello Yang Jia. Salì sul trono nell'anno di Bingyin (丙寅), stabilendo Yan (奄) come capitale. Nel quattordicesimo anno del suo regno, fece trasferire la capitale a Beimeng (北蒙) che fece ribattezzare Yin (殷). A partire da questo momento, si cominciò a denominare la dinastia: dinastia Shang-Yin. Regnò per circa 28 anni (dato confermato anche dagli Annali di bambù) e gli venne assegnato il nome postumo di Pan Geng. Gli succedette il fratello minore, Xiao Xin.
Alcune incisioni oracolari su osso rinvenuti a Yin Xu, invece, lo indicano come il diciottesimo sovrano Shang.
Nello Shujing (Libro della storia: una raccolta di documenti storici), esiste un capitolo intitolato "Pan Geng", che la tradizione vuole essere stato un discorso di questo re; tuttavia, la lingua in cui è redatto è così diversa da quella del tempo di Pan Geng che è molto probabile che non sia un prodotto della sua epoca.